# Lingue parlate in Brasile

Brasile.

Il portoghese è la lingua ufficiale del Brasile ed è parlato da quasi tutti i suoi abitanti. Il Brasile è l'unico paese di lingua portoghese nelle Americhe e il portoghese è una parte importante della identità nazionale brasiliana, conferendole una cultura nazionale distinta da quella dei suoi vicini che parlano la lingua spagnola. Il portoghese parlato in Brasile fu influenzato dalle lingue africane e indigene. Di conseguenza, esso differisce, per lo più in fonologia, dalla lingua parlata in Portogallo e negli altri paesi di lingua portoghese.
Tuttavia, diverse altre lingue minoritarie sono parlate in Brasile. Queste sono parlate da popolazioni indigene e da discendenti di immigrati di varia nazionalità.

## Il portoghese in Brasile
Il portoghese è la lingua principale del Brasile dal XVIII secolo. Essa fu diffusa nel paese dai coloni portoghesi nel XVI secolo. La diffusione della lingua portoghese in Brasile non fu frutto di una normale diffusione perché i governi che si succedettero favorirono il suo divenire lingua ufficiale del Paese. Lo stato portoghese e lo stato brasiliano indipendente adottarono infatti politiche sfavorevoli nei confronti delle altre lingue.
La prima politica linguistica evidente fu il "Diretório dos Índios", del 1758, in cui il Marchese di Pombal costrinse l'uso del portoghese nella colonia e vietò l'insegnamento delle lingue indigene (in particolare la "língua geral", basata sulla lingua indigena tupi che predominava in Brasile fino al XVIII secolo). Anche le lingue parlate da vari gruppi di immigrati che arrivarono in Brasile dal 1850 furono bersaglio di queste azioni repressive.
L' "Estado Novo" (1937-1945) di Getúlio Vargas rappresentò l'apice della repressione contro l'uso delle altre lingue straniere attraverso la nazionalizzazione dell'istruzione che culminò con la repressione del tedesco e dell'italiano. Il censimento brasiliano di 1940 mostrò che più di un milione di persone parlavano tedesco (644.458) o italiano (458.054) in una popolazione nazionale di soli 50 milioni di persone: un numero abbastanza significativo. La politica di nazionalizzazione del "Estado Novo" stabilì l'insegnamento obbligatorio della lingua portoghese nelle scuole e vietò l'uso delle altre lingue, attraverso un concetto di "reato idiomatico", inventato dal "Estado Novo". Per conseguenza, molte persone che parlavano lingue differenti dal portoghese furono arrestate. Nel 1942, ad esempio, l'1,5% della popolazione della città meridionale di Blumenau, abitata soprattutto da immigrati tedeschi, venne emarginato a causa dell'uso del tedesco. Infine, con la Costituzione del 1988, lo stato Brasiliano ha scelto di rendere il portoghese la lingua ufficiale, anche se agli índios è stato riconosciuto il diritto alla propria lingua anche nelle scuole. Lo stesso non è accaduto per le altre lingue parlate dai discendenti degli immigrati. Il governo brasiliano ha sempre scelto di legittimare il portoghese come l'unica lingua nazionale.

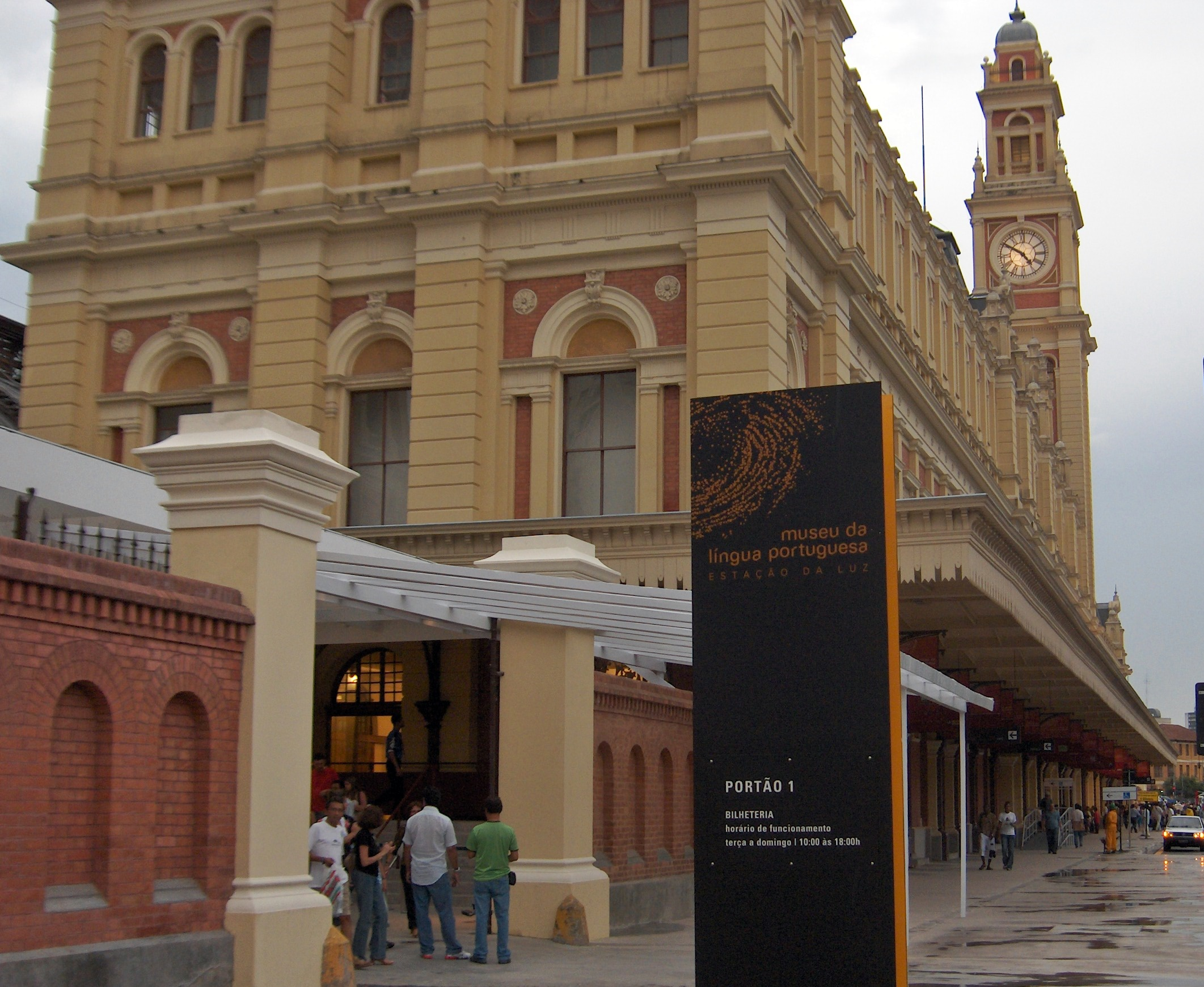
Il "Museo della Lingua Portoghese" a San Paolo.

Ovviamente la lingua portoghese in Brasile non fu imposta soltanto da politiche statali. Questa lingua fu adottata da una parte della popolazione coloniale, perché era considerata come quella che poteva favorire più facilmente i contatti sociali, in particolare dalla popolazione di origine africana. I coloni portoghesi e i loro discendenti non hanno mai superato il 30% della popolazione brasiliana ed i gruppi etnici non bianchi (neri, mulatti, creoli ed indigeni) sempre hanno oscillato intorno al 70% della popolazione fino alla metà del XIX secolo. Pertanto, la maggior parte della popolazione brasiliana ha acquisito il portoghese attraverso l'uso pratico della lingua, benché provenissero da famiglie di idioma diverso.
Il popolo brasiliano assorbì un portoghese diverso, lontano da quello "ufficiale". Nel XIX secolo, solo lo 0,5% della popolazione era alfabetizzata. Nel 1872, il 99,9% degli schiavi, l'80% dei liberi e l'86% delle donne erano analfabeti. Il portoghese si sviluppò in Brasile, dunque, oralmente, per l'assenza di una normale acquisizione scolastica.

## Lingue indigene
Si stima che, quando i portoghesi arrivarono in Brasile, nel 1500, circa 1078 lingue fossero parlate nel paese. A causa della politica linguistica cui si è già accennato operata dallo stato portoghese, e poi dal brasiliano la maggior parte di queste lingue è scomparsa o sta scomparendo.
Il censimento di 2010 ha registrato 305 gruppi indigeni che parlano 274 lingue diverse. Degli indigeni che hanno 5 o più anni (786.674 persone), il 37,4% parla una lingua indigena e il 76,9% parla il portoghese. La popolazione di lingua indigena si trova soprattutto nella regione Nord del Brasile.

## Lingue di immigrati

Comuni in cui il talian è co-ufficiale nel Rio Grande do Sul.

### Italiano e dialetti
Alla fine dell'Ottocento un gran numero di immigrati giunse in Brasile. Tra questi, gli italiani erano il gruppo più numeroso. A quel tempo la lingua italiana non era ancora parlata in tutta l'Italia, per cui molti immigrati portarono i loro dialetti regionali. Circa il 30% degli italiani che emigrarono in Brasile era proveniente dal Veneto e di conseguenza, nonostante le politiche di repressione governative il veneto è il dialetto più presente nel paese sud-americano. Nel sud del Brasile è infatti ancora possibile trovare persone che parlano il talian, un dialetto di origine veneta. Gli immigrati italiani che si stabilirono nel sud del Brasile erano per lo più veneti, il 60% del totale. Tuttavia, oggi, la maggior parte degli oriundi italiani in Brasile parla soltanto il portoghese anche se, come detto, esiste un numero imprecisato di persone che ancora parla il veneto, soprattutto negli stati di Rio Grande do Sul e Santa Catarina, dove il veneto è riconosciuto come patrimonio linguistico. Il comune di Serafina Corrêa ad esempio ha il veneto come lingua ufficiale nel comune, a fianco dal portoghese. Inoltre, l'insegnamento della lingua italiana è presente nei seguenti comuni brasiliani: Venda Nova do Imigrante, Francisco Beltrão, Antônio Prado, Brusque, Criciúma,Bragança Paulista São José dos Campos, San Paolo.

### Varietà di tedesco
Popolazioni originariamente di lingue germaniche sono ancora una presenza notevole negli stati del sud. Nel Brasile meridionale alcuni discendenti di immigrati tedeschi parlano i loro dialetti; però, come accade per gli italiani, oggi la maggior parte di loro parla solo il portoghese. La lingua tedesca è parlata soprattutto negli stati di Rio Grande do Sul, Santa Catarina e Espírito Santo. Infatti, la loro lingua è il dialetto hunsrückisch, parlato nell'Hunsrück, nella Germania sud-occidentale, da dove partirono molti immigrati verso il Brasile. Un altro dialetto germanico presente in Brasile è il 
pomerano orientale, parlato nella Pomerania, regione storica situata nel nord della Polonia e della Germania.